# Althenia
Genre
Classification APG III (2009)
Althenia est un genre de plante aquatique de la famille des Potamogetonaceae. Il n'a longtemps été représenté que par un groupe de  trois espèces de Méditerranée et des eaux d'Afrique du Sud, mais le genre a été récemment révisé pour y inclure le genre australien apparenté Lepilaena.

## Liste d'espèces
Selon Algaebase et WoRMS
- Althenia filiformis Petit, 1929 Holotype
- Althenia cylindrocarpa (Koernicke) Ascherson, 1899
- Althenia preissii (Lehmann) Ascherson & Graebner, 1907

Selon ITIS
Anciens Lepilaena J.Drum. ex W.H.Harvey 1855
- Althenia australis (J.Drumm. ex Harv.) Asch.
- Althenia bilocularis (Kirk) Cockayne
- Althenia cylindrocarpa (Benth.) Asch.
- Althenia preisii (Lehm.) Asch. & Graebn.

Autres Althenia (or sous-espèces)
- Althenia barrandonii Duval-Jouve
- Althenia filiformis F.Petit
- Althenia orientalis (Tzvelev) García-Mur. & Talavera

Selon Arctos
Espèces
- Althenia australis
- Althenia barraudonii
- Althenia bilocularis
- Althenia cylindrocarpa
- Althenia filiformis
- Althenia orientalis
- Althenia preissii
- Althenia setacea

Sous-espèces
- Althenia filiformis subsp. orientalis
- Althenia filiformis var. barrandonii
- Althenia orientalis subsp. betpakdalensis

À ce jour (25 août 2017), aucune de ces bases (Algaebase, Arctos, ITIS et WoRMS) n'a accepté Althenia marina en tant que synonyme de Lepilaena marina.